# Ragnar Hedberg (konstnär)
Gustav Ragnar William Hedberg, född 3 juni 1899 i Grycksbo i Stora Kopparbergs församling, död 6 april 1989 i Falun i samma församling, var en svensk målare och grafiker.
Han var son till pappersarbetaren Johan Reinhold Hedberg och Maria Eriksson samt från 1926 gift med Signe Matilda Engström. Han studerade grafisk konst vid Staatliche Akademie für Graphische Künste und Buchgewerbe i Leipzig 1931 samt genom självstudier bland annat i Paris i början av 1930-talet. Han var fram till 1944 anställd som kemigraf och föreståndare för en klichéanstalt i Falun innan han övergick till att bedriva sitt konstnärskap på heltid. Separat ställde han bland annat ut i Hedemora, Ludvika och Falun. Han medverkade i samlingsutställningar arrangerade av Dalarnas konstförening och var representerad i Kultur och industrimässan  som visades i Borlänge 1952. Hans konst består av figurer, porträtt och landskapsskildringar utförda i olja. Som grafiker arbetade han med etsningar och torrnål där han främst hämtade motiven från Falu-trakten. Hedberg är representerad vid Falu stads drätselkammare och Stora Kopparbergs Bergslags AB. 